# Мельникова, Екатерина Николаевна
Екатерина Николаевна Мельникова (род. 29 августа 1983, Саратов) — российская дзюдоистка, чемпионка и призёр чемпионатов России, чемпионка и призёр чемпионатов Европы в командном зачёте.

## Биография
Мастер спорта России международного класса. Тренировалась под руководством Д. Н. Сергиенко. Выступала за клуб «Вооружённые силы» (Саратов). В 2006—2015 годах была членом сборной команды страны. Выпускница Саратовского государственного университета имени Н. Г. Чернышевского 2005 года.
В 2017 году принимала участие в выборах в Саратовскую областную думу VI созыва по Октябрьскому одномандатному избирательному округу (при поддержке ЛДПР), на которых заняла третье место, получив 19.71% (6849 голосов) и уступив представителю КПРФ Николаю Бондаренко.

## Спортивные результаты
- Чемпионат России по дзюдо 2005 года — ;
- Чемпионат России по дзюдо 2006 года — ;
- Чемпионат России по дзюдо 2007 года — ;
- Чемпионат России по дзюдо 2010 года — ;
- Чемпионат России по дзюдо 2011 года — ;
- Чемпионат России по дзюдо 2013 года — ;
- Чемпионат России по дзюдо 2014 года — ;